# По щучьему веленью (фильм, 1938)
«По щучьему веленью» — советский полнометражный чёрно-белый художественный фильм-сказка, поставленный на Московской киностудии «Союздетфильм» в 1938 году режиссёром Александром Роу по одноимённой пьесе Елизаветы Тараховской, в основу сюжета которой легли четыре русские народные сказки: «По щучьему веленью», «Царевна Несмеяна», «Плясовая гармонь» и «Емеля дурачок». Режиссёрский дебют Роу.
Премьера фильма в СССР состоялась 30 декабря 1938 года.

## Сюжет
В некотором царстве, в некотором государстве жил-был работящий, но невезучий мужик Емеля. Сколько он ни работал — всё нет ничего. Но нашла и его удача: поймав случайно щуку-волшебницу, сжалился Емеля над ней, отпустил её в прорубь, и в награду за это щука стала исполнять все его желания.
В том же царстве в том же государстве жил царь Горох, у которого была капризная дочка — царевна Несмеяна. Царь пообещал выдать её замуж за того, кто её насмешит. Хотя Емеля рассмешил царевну, царь велел прогнать мужика из дворца. Однако царевна убежала от царя, вместе с Емелей.

## В ролях
- Пётр Савин — Емеля
- Мария Кравчуновская — мать Емели
- Георгий Милляр — царь Горох
- Софья Терентьева — царевна Несмеяна
- Лев Потёмкин — генерал Ать-Два
- Иван Москвин — глухой боярин
- Александр Жуков — глашатай
- Андрей Файт — Мухамед Ага
- Татьяна Струкова — мамка
- Лидия Рюмина — мамка
- Анатолий Нахимов — князь Гаврила
- А. Суревич — Карл Карлович Малыш
- Владимир Лепко — повар
- Николай Толкачёв — индийский раджа

## Съёмочная группа
- Сценарий — Олега Леонидова, Елизаветы Тараховской
- Режиссёр — Александр Роу
- Оператор — Иван Горчилин
- Звукооператор — Сергей Юрцев
- Ассистент режиссёра — Леонид Альцев
- Ассистенты оператора — Л. Абрамян, К. Алексеев
- Композитор — Владимир Кочетов
- Симфонический оркестр Д. С. Блока (в титрах не указан)
Дирижёр — Давид Блок
- Художник — Алексей Уткин
- Художник-постановщик — Н. Левин
- Балетмейстер — профессор Антонина Шаломытова
- Ассистент по монтажу — Ксения Блинова
- Гримёр — Анатолий Иванов
- Директор картины — А. Панчук

### Восстановленная версия
Фильм восстановлен на Киностудии имени М. Горького в 1973 году

Режиссёр восстановления — Александр Роу, звукооператор — Керим Амиров, директор — Андрей  Демьяненко